# Eishi
Eishi (jap. 栄之), właśc. Tokitomi Hosoda (jap. 細田 時富 Hosoda Tokitomi) znany też jako Eishi Hosoda (jap. 細田 栄之 Hosoda Eishi) i Eishi Chōbunsai (jap. 鳥文斎 栄之 Chōbunsai Eishi); ur. 1756, zm. 1829 – japoński malarz i drzeworytnik.

## Życiorys
Pochodził z rodziny samurajskiej. Służył na dworze sioguna Ieharu Tokugawy, jednak w wieku około 30 lat porzucił życie dworskie i zajął się sztuką. Najpierw studiował malarstwo szkoły Kanō, później tworzył jednak przede wszystkim w stylu ukiyo-e. Około 1800 roku porzucił drzeworytnictwo i odtąd poświęcił się wyłącznie malarstwu. Do jego uczniów należeli Eishō, Eiri, Eishin i Eisui.
Zasłynął przede wszystkim jako twórca portretów pięknych kobiet (bijinga). Przedstawiał smukłe, wysokie postacie odziane w falujące tkaniny. Jego obrazy cechują się elegancką linią i żywymi kolorami.

## Galeria

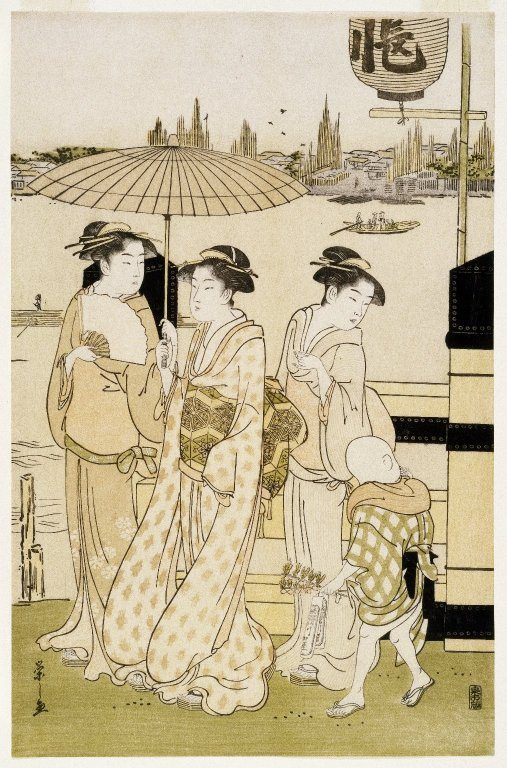
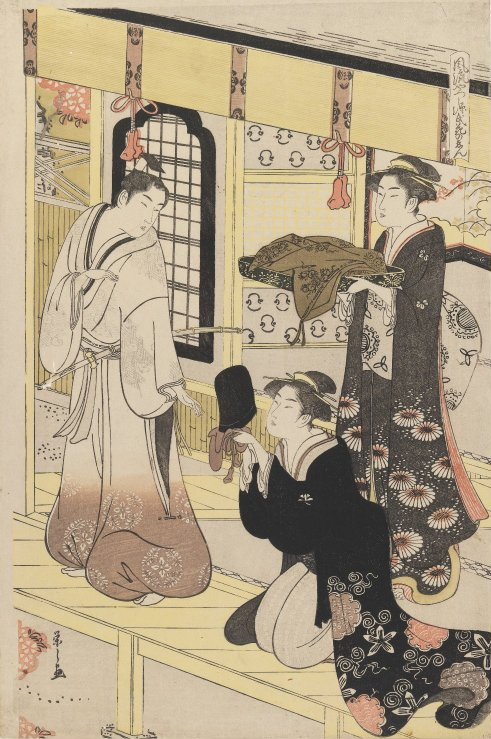
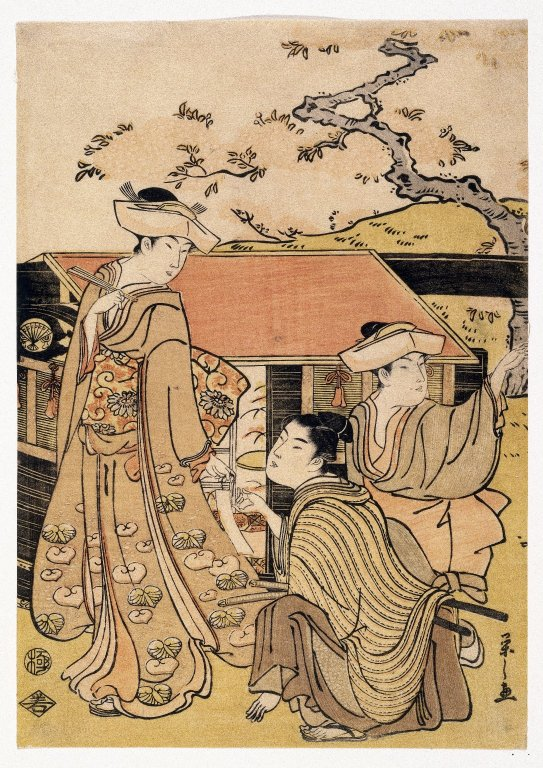
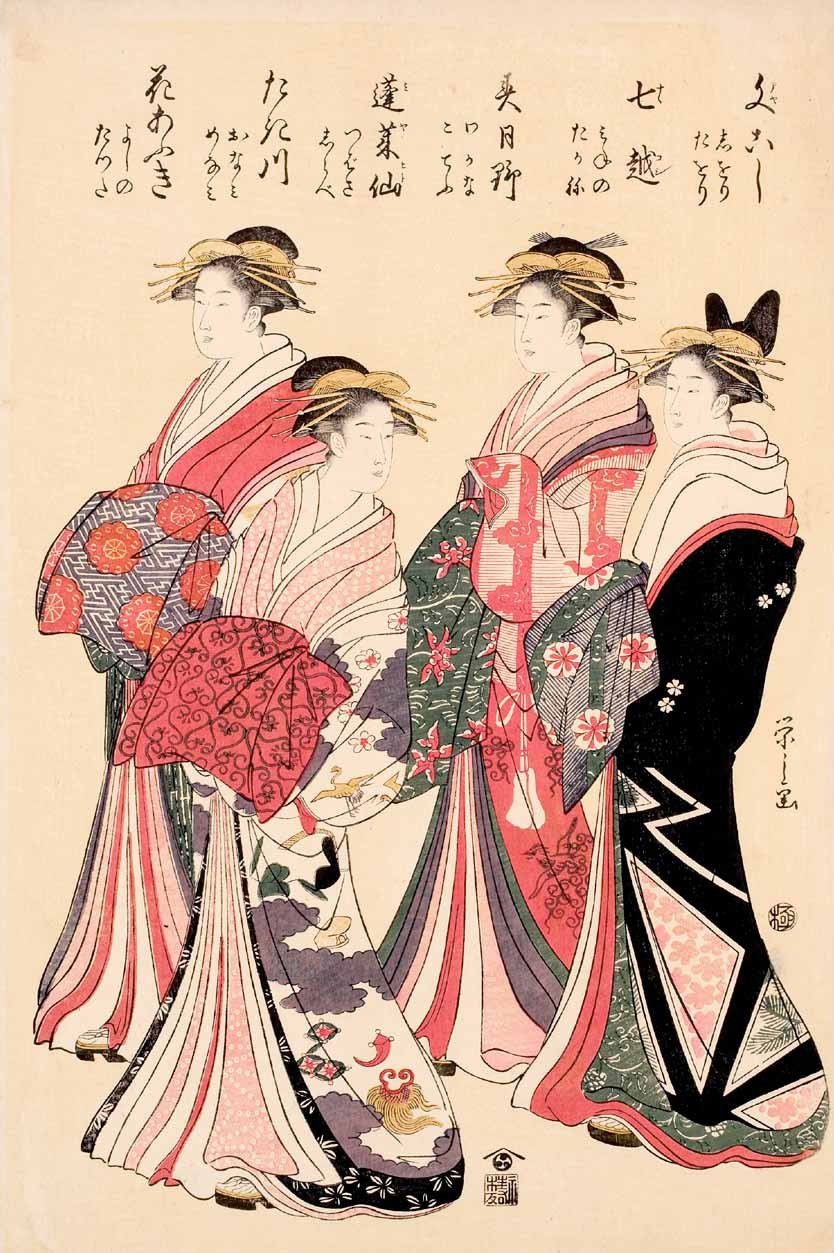
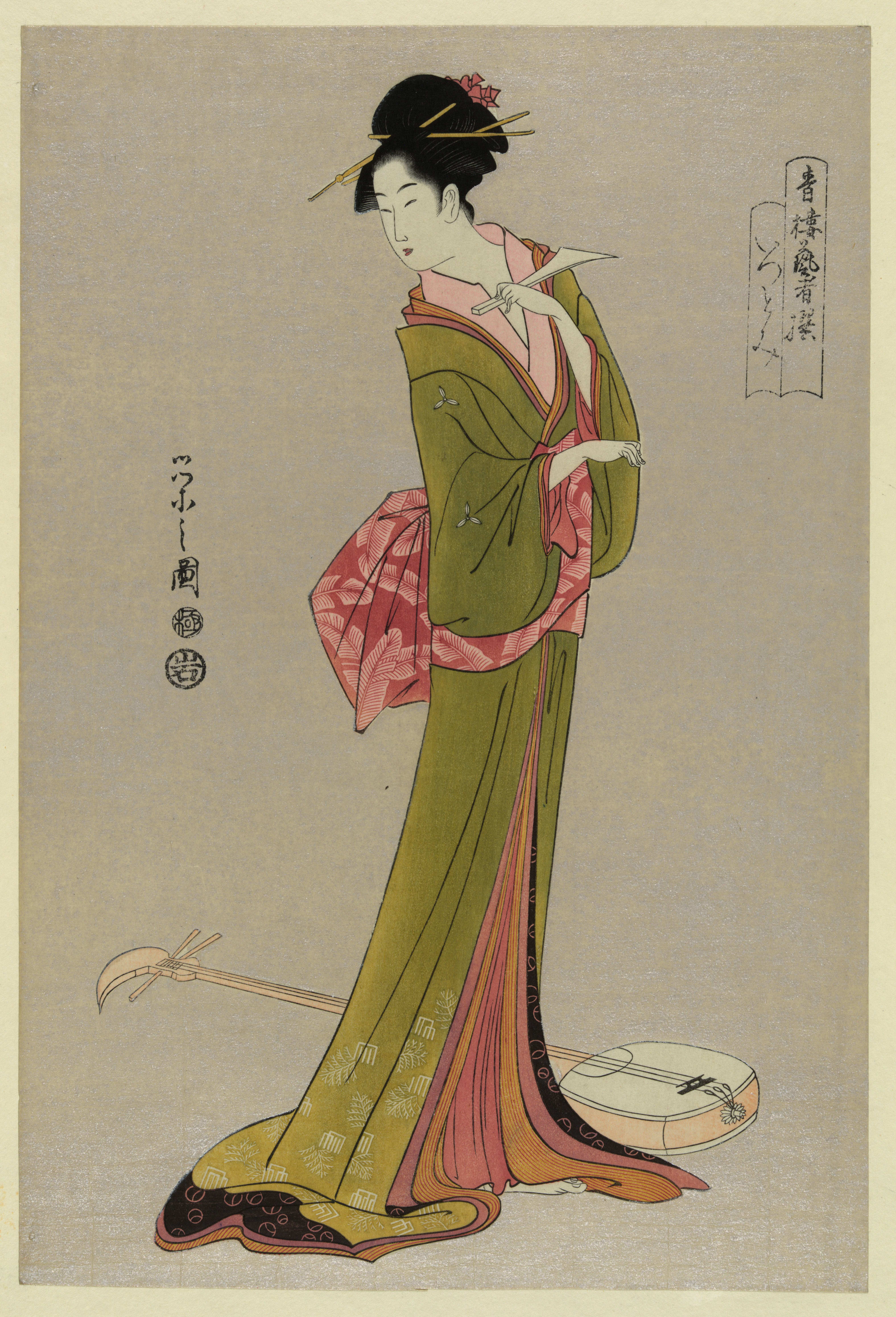